# Castilblanco de los Arroyos
Castilblanco de los Arroyos è un comune spagnolo di 4 547 abitanti situato nella comunità autonoma dell'Andalusia.